# Liste der Kulturdenkmäler in Grorud (Oslo)
Die Liste der Kulturdenkmäler in Grorud (Oslo) enthält die vom Riksantikvaren gelisteten Kulturgüter im Osloer Stadtteil Grorud. Nicht alle der gelisteten Kulturgüter stehen unter Denkmalschutz, können aber Teil eines denkmalgeschützten Ensembles sein oder ihre Veränderung muss mit dem Riksantikvaren abgesprochen werden. Die Denkmalnummer führt mit einem Link zur Beschreibungsseite kulturminnesøk des Riksantikvaren.

## Liste der Kulturdenkmäler in Grorud
| Bild           | Bezeichnung                          | Lage                         | Art             | Datierung           | Beschreibung | Denkmal- nummer |
| -------------- | ------------------------------------ | ---------------------------- | --------------- | ------------------- | ------------ | --------------- |
| BW             | nördliches Ammerud                   | Grorud Lilloseterveien Karte | Ort             | vor der Reformation |              | 22590           |
| weitere Bilder | Grorud Kirche (norw: Grorud kirke)   | Grorud Karte                 | Bauwerk: Kirche | 20. Jahrhundert     |              | 84431           |
| weitere Bilder | Rødtvet Kirche (norw: Rødtvet kirke) | Grorud Karte                 | Bauwerk: Kirche | 20. Jahrhundert     |              | 85332           |

- Karte mit allen Koordinaten:
- OSM |
- WikiMap